# رومانس أوف ذا ثري كينغدومز 9
رومانس أوف ذا ثري كينغدومز 9 (بالإنجليزية: Romance of the Three Kingdoms IX)، هي اللعبة التاسعة من سلسلة ألعاب رومانس أوف ذا ثري كينغدومز، المبنية على الحروب الإستراتيجية في الصين القديمة، التي أنتجتها شركة كويي، صدرت اللعبة بين عامي 2003 و2004 على بلاي ستيشن 2 ومايكروسوفت ويندوز. هذه اللعبة تؤرخ أحداث الصين القديمة في القرنين الثاني والثالث بناءً على كتابات الرواية التاريخية رومانسية الممالك الثلاث. يمكن للاعبين اللعب من خلال سيناريوهات تاريخية أو تحدي أو "إذا" مختلفة بالترتيب التلقائي للحاكم الذي يتم إختياره.

### لعبة

#### أسلوب لعبة
تدور أحداث اللعبة في عصر الممالك الثلاث في الصين، وتستند إلى رواية رومانسية الممالك الثلاث. على عكس سابقاتها، فإن اللعبة دائمًا ما تصور اللاعب كحاكم. هدفك وضع كل مدينة على الخريطة تحت قيادته. ويتم ذلك من خلال توظيف شخصيات تاريخية أخرى من الكتاب، يشار إليهم بالضباط، واستخدامهم في زراعة المدن، وتجنيد الجيوش، والقتال أو التآمر ضد قوات العدو.
- تتكون اللعبة من 15 سيناريو تاريخي، و5 سيناريوهات تحدي، و5 سيناريوهات "إذا"؛ لكل منها إمكانية الحصول على نهايات قصة متعددة بناءً على طريقة اللعب.
- مع نظام تطوير الضباط، يمكن إنفاق النقاط لزيادة قدرات الضباط ومهاراتهم بالإضافة إلى خيار إهداء عناصر خاصة لرفع إحصائيات الضباط.
- توضح خريطة اللعبة جميع العواصم والموانئ والحصون وتحركات القوات والجغرافيا ومعاقل العدو المهمة.
- يؤثر النظام المعتمد على الشخصية على التزام الضابط بأوامرك أو مهاراته في اتخاذ القرار في المعركة.
- هناك 30 تشكيلًا مختلفا للمسيرة للاختيار من بينها عند نشر القوات أو الوحدات القتالية.
- من خلال قائمة الأوامر، يمكن للاعبين استخدام استراتيجيات حربية أو سياسية أو اقتصادية مختلفة.
- يمكن للاعبين استخدام البيانات المحفوظة من داينستي واريورز 4 أو Dynasty Warriors 4 Xtreme Legends أو Dynasty Tactics 2 للحصول على ضباط جدد لإصدار بلاي ستيشن 2.
- يمكن لما يصل إلى 8 لاعبين اللعب بنظام تبادل الأدوار.

#### مجموعات
تضيف مجموعة Power Up ما يلي:
- وضع القصة التجريبية : في لعبة الهجوم هذه، تتغير أحداث القصة اعتمادًا على طريقة لعبك للعبة، وهي متاحة لكل من الممالك الثلاث.

- كشف الجندي : يمكن للجنرال أن يبحث عن جنود جديرين ليصبحوا جنرالات أثناء المعارك.
- نظام التحالف. عندما تصبح مملكتك أكثر قوة، ستتحالف الممالك الأصغر ضدك.
- تحسين الذكاء الاصطناعي.
- وضع الخبراء : في هذا الوضع، يمكنك قتل الجنرال في المعركة، وترتفع قوة هجوم العدو.

- عند تحريك القوات، يمكنك تعيين نقاط طريق مختلفة عن تلك التي يحددها الكمبيوتر.
تكتيكات المدينة.
- عند توسيع نطاق المدن، يمكن أن تؤثر التكتيكات المختلفة على نتائج المعركة.
- يمكنك تغيير بيانات المدينة والعامة.
- ميزة التسجيل.
- تضيف مجموعة أدوات PlayStation 2 Power up ما يلي:

- محرر العناصر.